# Paladín (Las Regueras)
Paladín es una casería que pertenece a la parroquia de Valduno en el concejo de Las Regueras (Principado de Asturias). Se encuentra a 55 m s. n. m. y está situada a 6 km de la capital del concejo, Santullano. 

## Población
En 2020 contaba con una población de 18 habitantes (INE 2020) repartidos en un total de 9 viviendas.